# Dimorphanthera kempteriana
Dimorphanthera kempteriana är en ljungväxtart som beskrevs av Schlechter. Dimorphanthera kempteriana ingår i släktet Dimorphanthera och familjen ljungväxter. Utöver nominatformen finns också underarten D. k. breviflos.